# Achmat-Ariena
Achmat-Ariena (ros. Ахмат-Арена) – stadion piłkarski w Groznym, w Rosji. Obiekt może pomieścić 30594 widzów. Został otwarty 11 maja 2011 roku. Do rekonstrukcji w 2006 roku nazywał się Stadion Terek. Swoje spotkania rozgrywa na nim drużyna Achmat Grozny.
Obiekt został nazwany celem upamiętnienia Achmata Kadyrowa.